# 김하율
김하율(본명: 김소영, 1986년 10월 18일 ~ )은 대한민국의 레이싱 모델이다. 대한민국의 종합격투기 단체 로드 FC의 라운드 걸로 활동한 경력도 있다. 키 168 몸무게 46

## 학력
- 대덕대학 엔터테인먼트과

## 경력

### 레이싱모델
- 2007 CJ 슈퍼레이스 챔피언십 (주)엘이디스튜디오 exLED LS race
- 2008 CJ 슈퍼레이스 챔피언십 (주)엘이디스튜디오 exLED LS race
- 2008 ECSTA 타임트라이얼 & GT마스터즈 3라운드 퓨마팀
- 2009 CJ O 슈퍼레이스 현대 레이싱팀
- 2009 스피드 페스티벌 현대 레이싱팀
- 2010 CJ 티빙닷컴 슈퍼레이스 GM 대우 레이싱팀

### 에이빙모델
- 2008 부산 모터쇼 GM 대우 포즈모델
- 2008 일산 킨텍스 코아쇼 exLED 포즈모델
- 2008 서울 오토살롱 레이싱모델 익스트림 포토 페스티벌 포즈모델
- 2009 서울 모터쇼 폭스바겐 포즈모델
- 2011 서울 모터쇼 인피니티 포즈모델
- 2011 지스타 한게임 포즈모델
- 2012 서울 오토살롱 포즈모델
- 2013 서울 모터쇼 포르쉐 포즈모델
- 2014 서울 오토살롱 포즈모델
- 2015 서울 모터쇼 포르쉐 포즈모델
- 2016 서울 오토살롱 포즈모델
- 2017 서울 모터쇼 포르쉐 포즈모델

### 로드 FC 라운드걸
- 2011 Road FC 005: Night of Champions
- 2012 Road FC 006: Final 4
- 2012 Road FC 007: Recharged
- 2012 Road FC 008: FINAL 4 Bitter Rivals
- 2012 Road FC 009: Beat Down
- 2012 Road FC 010: In Busan

### 방송 출연
- 2009 온게임넷 - 에이카 하이힐
- 2010 Y-STAR - 진짜 무서운 비디오

## 수상
- 2011년 아시아모델 페스티벌 어워드 레이싱모델상[3]

### 공식사이트
- 김하율-프로필
- 김하율 다음 팬카페

### SNS
- 김하율의 미니홈피 - 싸이월드
- 김하율 - X

| 아시아모델 페스티벌 어워드 《레이싱모델상》 |               |        |
| 2010년                                      | 2011년 김하율 | 2012년 |
| 이수정                                      | 2011년 김하율 | 주다하 |
|                                             |               |        |
|                                             |               |        |